# Leucophaeus modestus
Leucophaeus modestus е вид птица от семейство Laridae.

## Разпространение
Видът е разпространен в Еквадор, Колумбия, Коста Рика, Перу, Фолкландски острови и Чили.